# ワイルド・ブリット
『ワイルド・ブリット』（原題：喋血街頭、英語題：Bullet In The Head）は、1990年に公開された香港のアクション映画である。
監督はジョン・ウー、主演はトニー・レオン、ジャッキー・チュン、レイ・チーホン、サイモン・ヤムなど。
清末を舞台とした1973年のアクション時代劇映画『ブラッド・ブラザース 刺馬』を、同作で助監督をしていたジョン・ウーがベトナム戦争時に舞台を置き換えてリメイクした作品で、3人の若者の友情と裏切りを描いた物語。

## ストーリー
1967年の香港。ベン（トニー・レオン）、フランク（ジャッキー・チュン）、ポール（レイ・チーホン）の三人は、幼馴染の友達同士だった。
ベンとジェーン（フェニー・ユン）の結婚式当日、フランクは親友の披露宴のために資金を調達したが、式場へ向かう途中でチンピラに襲われ現金を強奪されそうになる。チンピラの一人に頭を殴られ怪我を負いながらも、フランクはなんとか資金を守り抜き式場へ届けた。しかしその晩フランクは、喧嘩で怪我をしたことが両親にばれて不興を買い、家を追い出される。ベンはフランクを襲ったチンピラへの報復を誓い、フランクと一緒にチンピラの根城に乗り込むが、乱闘のさなか勢い余って相手を死なせてしまう。殺人罪に問われるのを恐れたベンは、フランク、ポールと連れ立ってベトナムに逃亡する。
ベトナムに着いた三人は、香港の歌手サリー（ヨリンダ・ヤン）、現地在住で中国とフランスの混血の殺し屋ルーク（サイモン・ヤム）と知り合った。ベトナム戦争まっただなかの南ベトナムから脱出しようと逃げる途中、ベン、フランク、ポールの三人はベトコンに捕まってしまう。
その頃、現地ではアメリカ軍による救援活動が展開されていた。三人はそれぞれ逃げ延びるのに精一杯で、いつしか離れ離れになってしまう。そんな中、フランクは再びポールを見つけて合流することができた。しかし、フランクは撃たれた傷の痛みに呻き続けたため、ポールはその声でベトコンに見つかるのを恐れるあまり、あろうことか幼馴染であるフランクの頭を目がけて銃弾を撃ち込んだ。ポールが守りたかったのは、危険を犯して箱ごと盗み出してきた金塊だけだったのだ。 
それから時は流れ、ベトナム戦争は終結する。フランクは生きていたが、彼の頭の中にはポールが撃ち込んだ弾丸が残ったままだった。頭の弾丸による耐え難い痛みが原因でフランクは薬物依存症に陥り、薬物を得るための金を殺し屋の仕事で稼いで暮らしていた。そんな彼の居場所をルークに教えられ、ベンはようやくフランクとの再会を果たすが、彼の人格は以前とはまるで別人となっていた。ルークが言うには、頭の弾丸を手術で取り除くことはできるが、手術が成功しても植物状態になるのは避けられないのだという。
ついにベンは、涙を飲んでフランクの心臓に銃口を向け、彼の苦痛を終わらせてやる。そして、ひとり香港に戻り、ベトナムから持ち帰った金塊を元手にのし上がり組織の上役となっていたポールを見つけ出して、親友の仇を討つ。

## キャスト
| 役名          | 俳優               | 日本語吹替 |
| ------------- | ------------------ | ---------- |
| ベン 阿B      | トニー・レオン     | 井上和彦   |
| フランク 輝仔 | ジャッキー・チュン | 石丸博也   |
| ポール 細栄   | レイ・チーホン     | 曽我部和恭 |
| ルーク 阿楽   | サイモン・ヤム     | 安原義人   |
| サリー 甄秀清 | ヨリンダ・ヤン     | さとうあい |
|               | リー・チェーハン   |            |
| ジェーン      | フェニー・ユン     | 松本美樹   |